# Joséphine de Lorraine
Marie Joséphine Thérèse de Lorraine, née le 26 août 1753 et morte le 8 février 1797, est une princesse de la Maison de Guise, branche cadette et française de la Maison de Lorraine.

## Biographie
La princesse Joséphine est la fille de Louis-Charles de Lorraine, prince de Lambesc, comte de Brionne et de Louise-Julie-Constance de Rohan-Rochefort, sa troisième épouse. La mère de Joséphine recevait les savants dans son salon parisien : Voltaire, Rousseau. Joséphine se passionne pour la littérature italienne, anglaise et française et étudie les philosophes des Lumières.
Le 18 octobre 1768 Joséphine épouse Victor-Amédée II de Savoie-Carignan (31 octobre 1743 - 10 septembre 1780), fils de Louis-Victor de Savoie-Carignan, prince de Carignan, et de Christine-Henriette de Hesse-Rheinfels-Rotenbourg.
Son frère, Charles-Eugène de Lorraine, prince de Lambesc escorta leur cousine, la future reine Marie Antoinette, de Vienne vers la France, en 1770. Sa belle-sœur, la princesse de Lamballe, sera la confidente de la reine Marie-Antoinette.
Elle tisse un réseau avec les hommes de lettres et savants piémontais, comme Paolo Maria Paciaudi ou Maria Gaetana Agnesi. Elle écrit des carnets dans sa "chambre à soi". Bibliophile, elle lègue sa bibliothèque à Tommaso Valperga di Caluso, qui confie les 4000 manuscrits et livres à la bibliothèque royale de Turin.
Elle et son époux sont inhumés dans la basilique de Superga, près de Turin, nécropole de la Maison de Savoie. Ils ont un fils :
- Charles-Emmanuel de Savoie-Carignan (24 octobre 1770 – 16 août 1800), Prince de Carignan, marié avec Marie-Christine de Saxe. Tous deux sont les ancêtres des rois de Sardaigne et d'Italie.

Elle est la grand-mère du roi Charles-Albert de Sardaigne et, à travers lui, l'ancêtre de la Maison royale d'Italie.
Son portrait, par Elisabeth Vigée Le Brun, appartient aux collections du château royal de Racconigi.